# José Luis Chunga
José Luis Chunga Vega (Barranquilla, Atlántico, Colombia; 11 de julio de 1991) es un futbolista colombiano que juega de guardameta y actualmente milita en el Independiente Medellín de la Categoría Primera A de Colombia.

## Trayectoria
Sus inicios en el fútbol fueron en el Barranquilla Fútbol Club, equipo filial del Junior en la Categoría Primera B, siendo parte de la nómina en las temporadas 2009 y 2010, en la que debutó como profesional.
Sus buenas actuaciones en la Primera B 2010 le permitieron que desde 2011 fuera ascendido a la nómina profesional de Junior, con la que ha obtenido 2 títulos de liga, 2 campeonatos de copa, 1 subtítulo de Copa Sudamericana y 2 Superligas.

## Selección nacional
En enero de 2022 fue convocado para un partido amistoso de la selección de fútbol de Colombia contra Honduras en Estados Unidos. Debutó el 16 de enero de 2022 como titular en la victoria 2 por 1 sobre Honduras.

#### Participaciones enEliminatorias al Mundial
| Eliminatoria                               | Sede del Mundial                | Posición      | Resultado  | PJ                                 | GR | VI |
| ------------------------------------------ | ------------------------------- | ------------- | ---------- | ---------------------------------- | -- | -- |
| Eliminatorias Mundial de Norteamérica 2026 | Estados Unidos, México y Canadá | 6°lugar 22pts | En disputa | 0 (una convocatoria como suplente) | 0  | 0  |

## Estadísticas

### Clubes
| Barranquilla F. C. · Colombia                                                                                                  | 2.a           | 2009          | 11  | 0 | —  | — | — | — | 11  | 0 |
| Barranquilla F. C. · Colombia                                                                                                  | 2.a           | 2010          | 31  | 0 | —  | — | — | — | 31  | 0 |
| Barranquilla F. C. · Colombia                                                                                                  | Total club    | Total club    | 42  | 0 | —  | — | — | — | 42  | 0 |
| Junior · Colombia | 1.a           | 2011          | —   | — | 4  | 0 | — | — | 4   | 0 |
| Junior · Colombia | 1.a           | 2012          | —   | — | 3  | 0 | 1 | 0 | 4   | 0 |
| Junior · Colombia | 1.a           | 2013          | —   | — | 2  | 0 | — | — | 2   | 0 |
| Junior · Colombia | 1.a           | 2014          | 1   | 0 | 5  | 0 | — | — | 6   | 0 |
| Junior · Colombia | 1.a           | 2015          | 3   | 0 | 6  | 0 | — | — | 9   | 0 |
| Junior · Colombia | 1.a           | 2016          | 3   | 0 | 6  | 0 | — | — | 9   | 0 |
| Junior · Colombia | 1.a           | 2017          | 4   | 0 | 6  | 0 | — | — | 10  | 0 |
| Junior · Colombia | 1.a           | 2018          | 12  | 0 | 1  | 0 | 2 | 0 | 15  | 0 |
| Junior · Colombia | 1.a           | 2019          | 6   | 0 | 3  | 0 | — | — | 9   | 0 |
| Junior · Colombia | 1.a           | 2020          | 1   | 0 | —  | — | — | — | 1   | 0 |
| Junior · Colombia | Total club    | Total club    | 30  | 0 | 36 | 0 | 3 | 0 | 69  | 0 |
| Jaguares de Córdoba · Colombia                                                                                                 | 1.a           | 2021          | 12  | 0 | —  | — | — | — | 12  | 0 |
| Jaguares de Córdoba · Colombia                                                                                                 | Total club    | Total club    | 12  | 0 | —  | — | — | — | 12  | 0 |
| Alianza Petrolera · Colombia                                                                                                   | 1.a           | 2021          | 25  | 0 | 3  | 0 | — | — | 28  | 0 |
| Alianza Petrolera · Colombia                                                                                                   | 1.a           | 2022          | 27  | 2 | —  | — | — | — | 27  | 2 |
| Alianza Petrolera · Colombia                                                                                                   | 1.a           | 2023          | 22  | 0 | —  | — | — | — | 22  | 0 |
| Alianza Petrolera · Colombia                                                                                                   | Total club    | Total club    | 74  | 2 | 3  | 0 | — | — | 77  | 2 |
| Independiente Medellín · Colombia                                                                                              | 1.a           | 2023          | 20  | 0 | 2  | 0 | — | — | 22  | 0 |
| Independiente Medellín · Colombia                                                                                              | Total club    | Total club    | 20  | 0 | 2  | 0 | — | — | 22  | 0 |
| Total carrera | Total carrera | Total carrera | 178 | 2 | 41 | 0 | 3 | 0 | 222 | 2 |
| (1) Incluye datos de la Copa Colombia (2011-Act). (2) Incluye datos de la Copa Libertadores (2012) y Copa Sudamericana (2018). |               |               |     |   |    |   |   |   |     |   |

### Selección
| Selección Colombia | Año            | Amistosos | Amistosos | Amistosos | Copa América | Copa América | Copa América | Copa Mundial | Copa Mundial | Copa Mundial | Eliminatorias Mundialistas | Eliminatorias Mundialistas | Eliminatorias Mundialistas | Total | Total | Total |
| Selección Colombia | Año            | PJ        | G         | Imb.      | PJ           | G            | Imb.         | PJ           | G            | Imb.         | PJ                         | G                          | Imb.                       | PJ    | G     | Imb.  |
| ------------------ | -------------- | --------- | --------- | --------- | ------------ | ------------ | ------------ | ------------ | ------------ | ------------ | -------------------------- | -------------------------- | -------------------------- | ----- | ----- | ----- |
| Absoluta           |                |           |           |           |              |              |              |              |              |              |                            |                            |                            |       |       |       |
| 2022               | 2              | -1        | 1         | --        | --           | --           | --           | --           | --           | --           | --                         | --                         | 2                          | -1    | 1     |       |
| 2023               | 1              | 0         | 1         | --        | --           | --           | --           | --           | --           | --           | --                         | --                         | 1                          | 0     | 1     |       |
| Total Colombia     | Total Colombia | 3         | -1        | 2         | 0            | 0            | 0            | 0            | 0            | 0            | 0                          | 0                          | 0                          | 3     | -1    | 2     |

### Goles anotados
| #  | Fecha               | Torneo    | Club              | Res. | Equipo Adv       | Modo       | Arquero Rival   |
| -- | ------------------- | --------- | ----------------- | ---- | ---------------- | ---------- | --------------- |
| 1. | 19 de marzo de 2022 | Primera A | Alianza Petrolera | 2-1  | Águilas Doradas  | Tiro libre | Juan Valencia   |
| 2. | 27 de marzo de 2022 | Primera A | Alianza Petrolera | 2-1  | Patriotas Boyacá | Tiro libre | Carlos Mosquera |

## Palmarés

### Campeonatos nacionales
| Título                | Equipo | País     | Año     |
| --------------------- | ------ | -------- | ------- |
| Campeonato Juvenil    | Junior | Colombia | 2011    |
| Categoría Primera A   | Junior | Colombia | 2011-II |
| Copa Colombia         | Junior | Colombia | 2015    |
| Copa Colombia         | Junior | Colombia | 2017    |
| Categoría Primera A   | Junior | Colombia | 2018-II |
| Superliga de Colombia | Junior | Colombia | 2019    |
| Categoría Primera A   | Junior | Colombia | 2019-I  |
| Superliga de Colombia | Junior | Colombia | 2020    |